# یوری ماتیاس
یوری ماتیاس (به انگلیسی:Yuri Matias؛ زادهٔ ۱۰ فوریهٔ ۱۹۹۵) بازیکن فوتبال اهل برزیل است که در پست مدافع برای باشگاه فوتبال سی‌اف‌آر کلوژ در لیگ دسته اول فوتبال رومانی بازی می‌کند.